# Миллер, Джонни Ли
Джо́нни Ли Ми́ллер (англ. Jonny Lee Miller; род. 15 ноября 1972) — британский актёр, известный своими ролями в фильмах «На игле» и «Хакеры», а также по роли Шерлока Холмса в сериале «Элементарно». Обладатель премии имени Лоренса Оливье.

## Биография
Джонни Ли Миллер родился в городе Кингстон-апон-Темс, Англия, Великобритания. Джонни является внуком актёра Бернарда Ли, больше всего известного по роли М — главы британской разведки MI-6 в первых 11-ти фильмах Бондианы; но Джонни его мало помнит, так как в момент его смерти был ещё маленьким.
Уже в юношеские годы Джонни участвовал во множестве театральных постановок, пока в 17 лет не бросил колледж и не решил полностью посвятить себя актёрской карьере. Его первым знаменитым фильмом стала картина «Хакеры», где он познакомился со своей будущей женой Анджелиной Джоли. Кроме того, Миллер сыграл одного из героев культового фильма «На игле», по роману Ирвина Уэлша.
В 2008—2009 годах Джонни играл главную роль в сериале «Элай Стоун». Он сыграл адвоката, который из-за аневризмы мозга обрёл своеобразный дар ясновидения. За эту роль он получил номинацию на премию «Спутник».
В 2010 году снялся в пятом сезоне сериала «Декстер», в котором исполнил роль главного антагониста — известного оратора, основателя аутотренинга и насильника Джордана Чейза. Всего он появился в восьми эпизодах.
В 2011 году снялся в фильме «Мрачные тени», в роли Роджера Коллинза. Режиссёром фильма выступил Тим Бёртон.
С 2012 года Джонни снимается в американском детективном сериале «Элементарно», в котором играет великого сыщика — Шерлока Холмса. Действие сериала происходит в современном Нью-Йорке. Партнёршей Джонни по сериалу выступает актриса Люси Лью, которая играет Джоан Ватсон — женскую версию Доктора Ватсона. Изначально Джонни отказывался от роли, опасаясь сходства с британским сериалом «Шерлок», но после прочтения сценария изменил решение.
В 2017 году повторил свою старую роль Саймона Уильямсона в фильме «T2: Трейнспоттинг».
Театр
В 2011 году Джонни Ли Миллер принял участие в спектакле «Франкенштейн», поставленном режиссёром Дэнни Бойлом на сцене лондонского Королевского национального театра. В данной постановке Ли Миллер с Бенедиктом Камбербэтчем по очереди, меняясь ролями от представления к представлению, сыграли Виктора Франкенштейна и его Творение. За работу в спектакле актёр был награждён премией Лоренса Оливье и театральной наградой газеты Evening Standard. Интересно, что в американском телесериале «Элементарно» Джонни Ли Миллер воплощает на телеэкране Шерлока Холмса, перенесённого из романов Артура Конана Дойля в Нью-Йорк XXI века, в то время как Бенедикт Камбербэтч играет ту же роль в британском сериале «Шерлок», действие которого происходит в современном Лондоне.

## Личная жизнь
С 28 марта 1996 года по 9 февраля 1999 года Миллер был женат на актрисе Анджелине Джоли. В июле 2008 года он женился на актрисе Мишель Хикс, с которой к тому моменту встречался два года. 3 декабря 2008 года в этом браке родился сын, Бастер Тимоти Миллер. В 2018 году они развелись. 
Джонни очень дружен с актёрами Юэном Макгрегором и Джудом Лоу, совместно с которыми в 1997 году основал кинокомпанию Natural Nylon (просуществовала до 2004 года).

## Фильмография
| Год       |   | Русское название        | Оригинальное название | Роль                                  |
| --------- | - | ----------------------- | --------------------- | ------------------------------------- |
| 1983      | с | Мэнсфилд-парк           | Mansfield Park        | Чарльз Прайс                          |
| 1991      | с | Главный подозреваемый 3 | Prime Suspect 3       | Энтони Филд                           |
| 1995      | ф | Хакеры                  | Hackers               | Дэйд «Crash Override/Zero Cool» Мёрфи |
| 1996      | ф | На игле                 | Trainspotting         | Саймон «Дохлый» Уильямсон             |
| 1996      | ф | Прогулка мертвеца       | Dead Man's Walk       | Вудроу Ф. Колл                        |
| 1997      | ф | На закате               | Afterglow             | Джеффри Байрон                        |
| 1997      | ф |                         | Regeneration          | лейтенант Билли Прайор                |
| 1999      | ф | Планкетт и Маклейн      | Plunkett & Macleane   | Маклейн                               |
| 1999      | ф | Мэнсфилд-парк           | Mansfield Park        | Эдмунд Бертрам                        |
| 2000      | ф | Лондонские псы          | Love, Honour and Obey | Джонни                                |
| 2000      | ф | Соучастники             | Complicity            | Кэмерон Колли                         |
| 2000      | ф | Дракула 2000            | Dracula 2000          | Саймон Шеппард                        |
| 2001      | ф | Мститель                | The Escapist          | Денис Хопкинс                         |
| 2003      | ф | Байрон                  | Byron                 | Байрон                                |
| 2004      | ф | Охотники за разумом     | Mindhunters           | Лукас Харпер                          |
| 2004      | ф | Мелинда и Мелинда       | Melinda and Melinda   | Ли                                    |
| 2005      | ф | Эон Флакс               | Æon Flux              | Орен Гудчайлд                         |
| 2006      | ф | Летучий шотландец       | The Flying Scotsman   | Грэм Обри                             |
| 2007      | с | Элай Стоун              | Eli Stone             | Элай Стоун                            |
| 2009      | ф | Конец игры              | Endgame               | Майкл Янг                             |
| 2009      | с | Эмма                    | Emma                  | мистер Найтли                         |
| 2010      | с | Декстер                 | Dexter                | Джордан Чейз                          |
| 2012      | ф | Мрачные тени            | Dark Shadows          | Роджер Коллинз                        |
| 2012      | ф | Византия                | Byzantium             | капитан Рутвен                        |
| 2012—2019 | с | Элементарно             | Elementary            | Шерлок Холмс                          |
| 2017      | ф | T2: Трейнспоттинг       | Trainspotting 2       | Саймон «Дохлый» Уильямсон             |
| 2021      | ф | Заложники Марса         | Settlers              | Реза                                  |
| 2022      | ф | Элис                    | Alice                 | Пол Беннетт                           |
| 2022      | с | Корона                  | The Crown             | Джон Мейджор                          |
| 2023      | ф | Переводчик              | The Covenant          | полковник Воукс                       |